# Adolphus Busch
Adolphus Busch (Wiesbaden, 10 luglio 1839 – Lindschied, 10 ottobre 1913) è stato un imprenditore e filantropo tedesco naturalizzato statunitense, cofondatore dell'impresa Anheuser-Busch, unitamente al suocero Eberhard Anheuser. Il suo pronipote August Busch IV è stato amministratore delegato della Anheuser-Busch InBev.

## Biografia
Penutimo dei 22 figli di Ulrich Busch e Barbara Pfeiffer, trascorse l'infanzia a Kastel, nel distretto di Magonza, una cittadina del Granducato di Assia. La sua ricca famiglia gestiva un'attività all'ingrosso di forniture per le cantine e birrerie. Busch e i suoi fratelli ricevettero tutti un'istruzione di qualità e adolphus si diplomò presso l'Istituto collegiale del Belgio a Bruxelles.
Nel 1857, all'età di 18 anni, Busch si trasferì con tre dei suoi fratelli maggiori a St. Louis, nel Missouri, una delle mete più frequenti per gli immigrati tedeschi del diciannovesimo secolo.

Poiché aveva così tanti fratelli, Adolphus non si aspettava di ereditare una quota consistente del patrimonio paterno ed era consapevole di doversi costruire una propria strada.
St. Louis ospitava una folta comunità di migranti tedeschi, rappresentando un ampio mercato potenziale per la produzione e vendita di birra. La città aveva anche due risorse naturali imprescindibili per la produzione e lo stoccaggio della birra, prima della refrigerazione: l'ampio approvvigionamento idrico del fiume e le grotte naturali che avrebbero mantenuto la birra fresca.
Suo fratello Johann fondò una fabbrica di birra a Washington, nel Missouri. Ulrich Jr. sposò una figlia di Eberhard Anheuser a St. Louis, dopodiché la coppia si stabilì a Chicago. Anton lavorò come commerciante di luppolo, facendo ritorno a Magonza.

## Carriera
Il primo lavoro di Busch a St. Louis stava lavorando come impiegato nella commissione. Era anche un dipendente della società all'ingrosso di William Hainrichshofen. Durante la Guerra civile americana, Busch prestò servizio nell'esercito dell'Unione per sei mesi. Alla notizia della morte del padre era morto, prese parte all'eredità.
Busch collaborò con Ernst Battenberg a St. Louis per fondare la prima delle sue attività, una società che produceva materie prime e attrezzature per birrifici, i cui clienti erano tre dozzine di birrifici della città. Eberhard Anheuser era uno dei clienti di Adolphus. Anheuser era un produttore di sapone che prestava denaro al birrificio bavarese. Quando il piccolo birrificio fallì, Anheuser acquistò gli altri creditori e ribattezzò la società Anheuser. Nel 1861, Adolphus sposò la figlia di Eberhard Lilly.
Rientrato a St. Louis al termine della guerra civile, Busch entrò nell'industria della birra della famiglia di sua moglie. Comprò la quota del socio di Eberhard, William D'Oench, cosicché nel 1879 la società fu ribattezzata Anheuser-Busch.
Alla morte di Eberhard Anheuser nel 1880, Busch divenne presidente dell'azienda e divenne ricco grazie al proprio successo di imprenditore della birra. Concepì una bevanda americana con un appeal universale. Il suo lavoro si contraddistinse per la "tempestiva adozione di importanti innovazioni scientifiche e tecnologiche, una vasta strategia di vendita orientata in gran parte verso centri abitati nazionali e internazionali, nonché per una strategia di marketing integrato pionieristica, imperniata su un singolo marchio principale, la Budweiser, che la rese la birra di maggior di successo, la più distribuita a livello nazionale nell'era pre-proibizionista".
Per portare la Budweiser ad essere una birra nazionale, Busch creò una rete di ghiacciaie in grado di muoversi su rotaia, lanciando la prima flotta di carri merci refrigerati del settore. Tuttavia, per tutta la vita chiamò scherzosamente la sua birra dot schlop, preferendo bere vino.
Quando Busch implementò la pastorizzazione (nel 1878) come metodo di conservazione che era in grado di prolungare la data di scadenza della birra, la sua azienda iniziò a trarre profitto dalla spedizione del prodotto in tutto il Paese. In poco tempo, Busch acquistò fabbriche di birra in Texas che consentirono di allargare il mercato e la rete distributiva anche in Messico e California.
Busch fu uno dei primi ad adottare la birra in bottiglia, fondando la Busch Glass Company per integrare la produzione a monte con la fase di produzione dei contenitori della birra. Nel 1901, le vendite superarono il milione di barili.

Oltre alla pastorizzazione e alla refrigerazione, Busch fu anche uno dei primi ad adottare un modello di business integrato verticalmente, al fine di produrre in house tutti componenti del prodotto finale. In quest'ottica, acquisì fabbriche di imbottigliamento, impianti di produzione del ghiaccio, fabbricanti di doghe, legname, miniere di carbone e una società di refrigerazione. Comprò anche ferrovie e divenne licenziatario di Rudolf Diesel per assemblare i motori tedeschi in America, costituendo la Diesel Motor Company (in seguito divenuta American Diesel Engine Company e poi Busch-Sulzer Bros. Diesel Engine Company). La famiglia Busch divenne infine proprietaria di intere piantagioni di luppolo nei dintorni di Cooperstown, a New York.

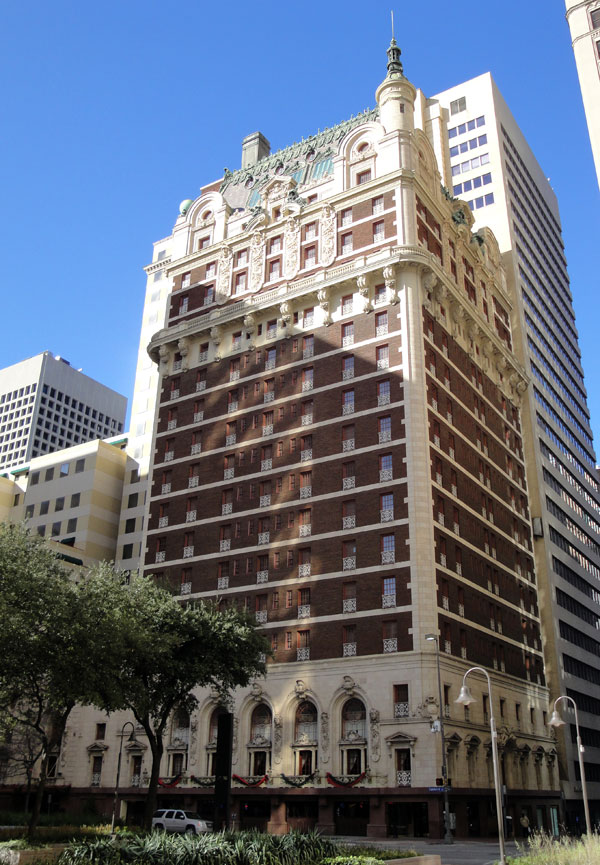
L'Adolphus Building di Dallas

Oltre all'immagine, agli aspetti produttivi e logistici, Busch curò anche il sapore del prodotto. L'importatore di vini e champagne Carl Conrad commercializzava con il marchio Budweiser anche la birra prodotta che la Anheuser-Busch produceva secondo il metodo processo di Pilsner. Bush aveva appreso tale metodo di produzione in Europa e fu così in grado di vendere una birra Budweiser di sapore europeo, in realtà prodotta negli Stati Uniti e poi lì distribuita da un importatore. Nell'ottobre del 1882, Conrad fallì e Adolphus rilevò i diritti del marchio Budweiser.
Nel 1895, Busch si unì al consiglio di amministrazione della Università Washington a Saint Louis, posizione che mantenne fino alla morte nel 1913, quando gli succedette il figlio August Busch Sr. 

Adolphus Busch fu anche presidente della direttore della Louisiana Purchase Company, della South Side Bank e della Manufacturers Railway, che riorganizzò e riposizionò sul mercato come compagnia ferroviaria specializzata nelle tratte di corto raggio e nel servizio all'industria locale. Come altri dirigenti d'azienda, contribuì agli sforzi della comunità di St. Louis e fu nel gruppo direttivo dell'Esposizione internazionale della Luisiana del 1904.
Busch investì nel settore immobiliare con la costruzione di nuovi edifici e attività commerciali a Dallas, nel Texas, che agli inizi del XX secolo si presentava come una città industriale in rapida espansione. Nel 1912, Busch fece realizzare l'hotel Adolphus, che con i suoi 95 metri era all'epoca l'edificio più alto dello Stato. L'anno successivo, fu inaugurato il Busch Building, un grattacielo di 17 piani al numero 1509 di Main St., nel centro di Dallas. Negli anni '80, ques'ultimo fu convertito da uso uffici ad uso abitativo, e dichiarato monumento nazionale.

## Attività filantropiche

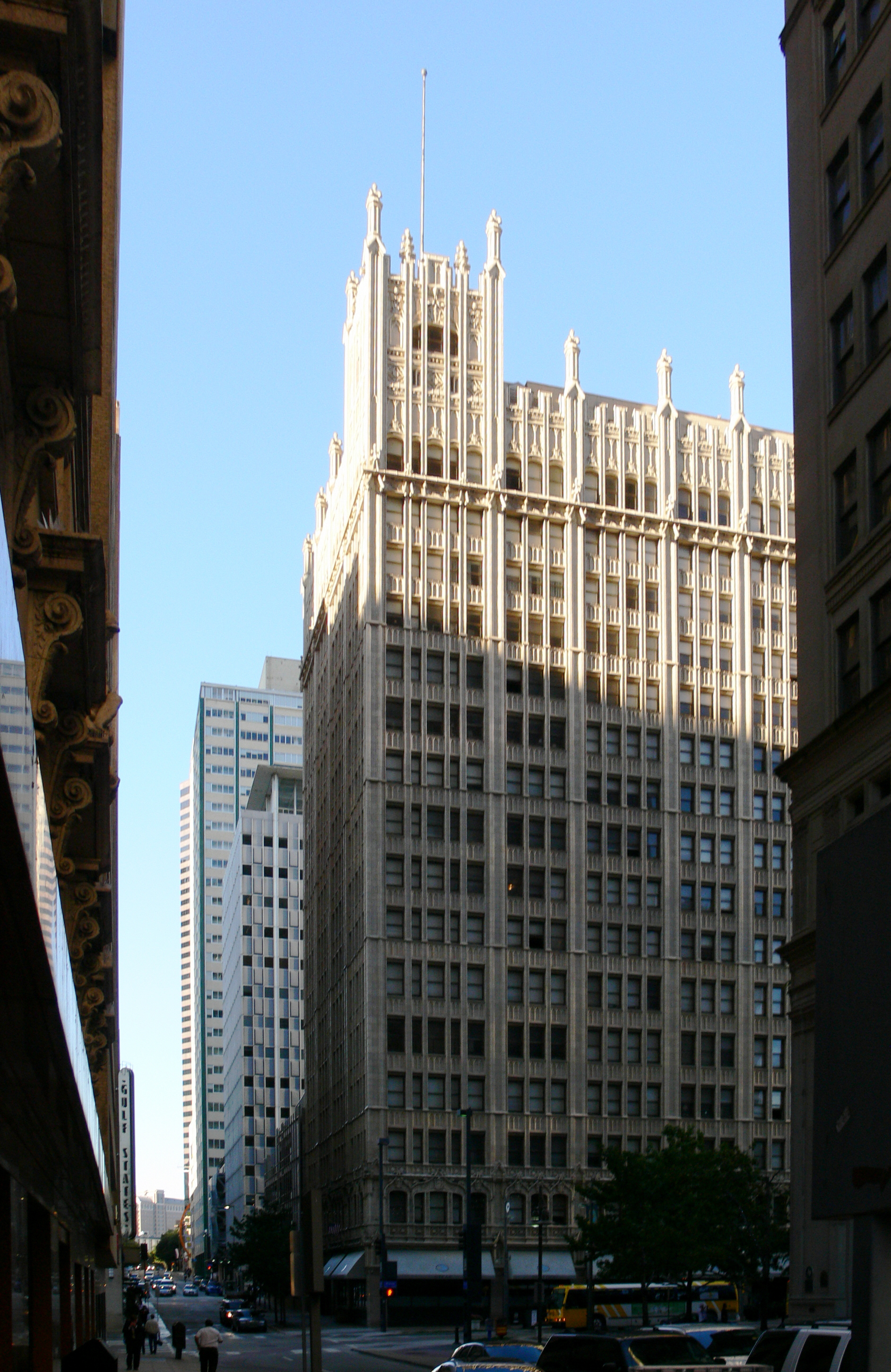
Il Busch-Kirby Building di Dallas

Senza aver mai interrotto i legami con la sua terra natale, nel 1882 contribuì ai lavori di ricostruzione che seguirono ai danni alluvionali del 1882 nella zona di Mainz-Kastel, sul fiume Reno. Inoltre, donò 100.000 dollari (equivalenti a $ 2,8 milioni di oggi) a San Francisco dopo il terremoto del 1906, dei quali metà attinti dal suo capitale privati e altri 50.000 dollari dalla sua azienda.
Un'elergizione di 350.000 dollari (equivalenti a $ 9,8 milioni di oggi) permise la costruzione di un museo di storia germanica ad Harvard, che in suo onore fu chiamato Adolphus Busch Hall.

## Vita privata
Il 7 marzo 1861 , Busch sposò Elise "Lilly" Eberhard Anheuser, la terzogenita di Eberhard Anheuser, a St. Louis, nel Missouri. La coppia ebbe tredici figli: cinque figlie e otto figli, tra i quali vi erano Adolphus Busch II, August Anheuser Busch I e Carl Busch. I Busch si recarono spesso in Germania, dove costruirono la loro dimora, a Lindschied vicino a Langenschwalbach, nell'attuale Bad Schwalbach. La chiamarono Villa Lilly in onore della signora Busch.

## Morte ed eredità

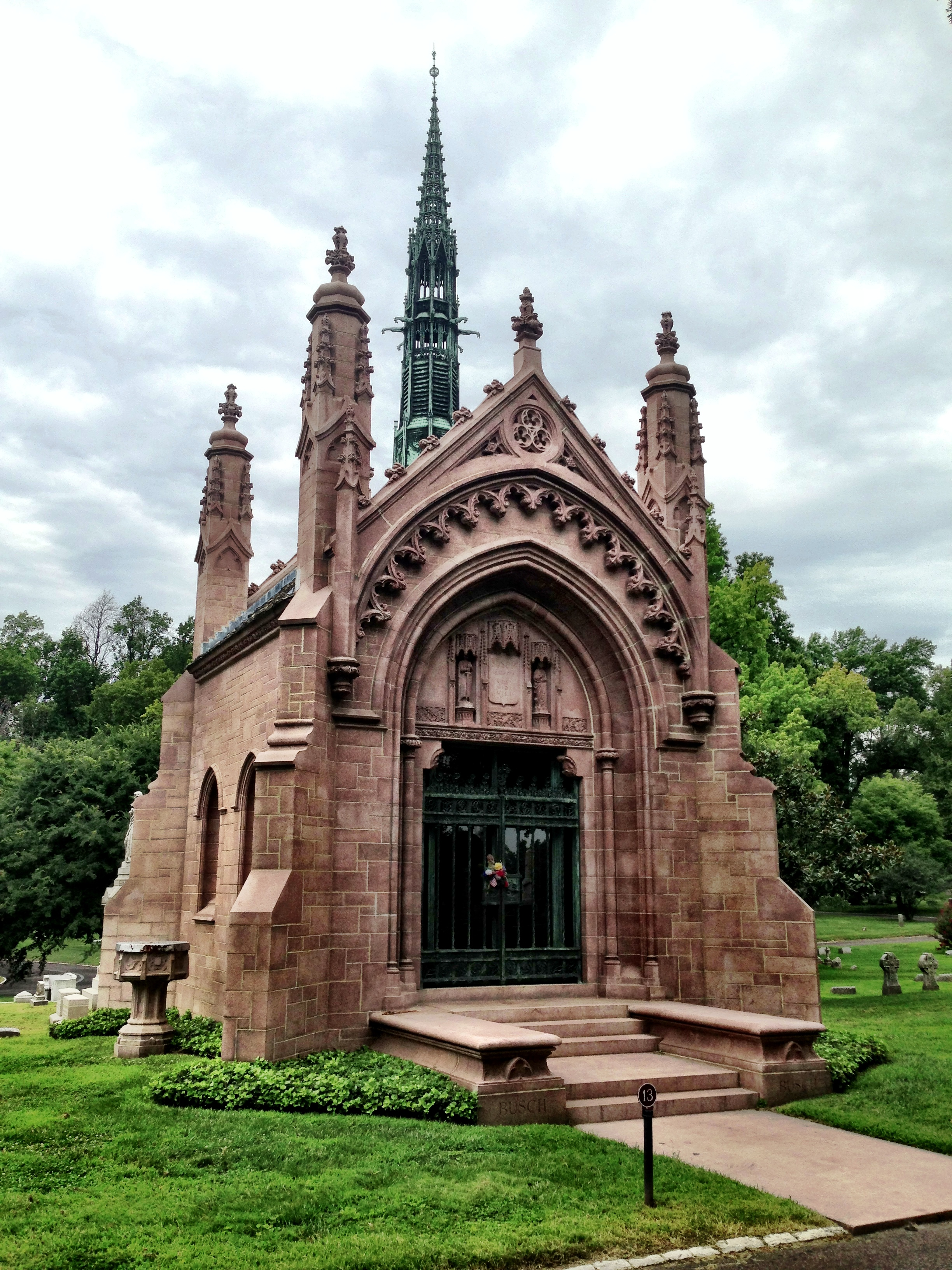
Il Mausoleo di Busch nel cimitero di Bellefontaine, progettato da Barnett, Haynes & Barnett.

Busch si spense nel 1913, mentre era in vacanza a Lindschied. Da almeno sette anni soffriva di idropisia. Gli sopravvissero la vedova, cinque figlie e due figli, August A. e Carl Busch, entrambi di St. Louis Nel 1915, il suo corpo fu riportato negli Stati Uniti via nave e trasportato in treno a St. Louis.
Quasi trentamila persone resero omaggio ad Adolphus Busch alla camera ardente allestita nella villa di famiglia a St. Louis. Tra gli ospiti illustri c'erano il segretario all'agricoltura degli Stati Uniti, il presidente dell'Università di Harvard e il presidente dell'Università della California. Furono necessari 25 camion per trasportare tutte le composizioni floreali al cimitero e una banda di 250 elementi guidò la processione funebre. La processione, alla quale presero parte 100.000 persone. si estendeva per venti miglia, dal n. 1 di Busch Place al cimitero di Bellefontaine, nel quale fu tutmulato. Il sindaco Henry W. Kiel ordinò cinque minuti di lutto cittadino, durante i quali calò il silenzio, e furono le luci degli hotel Jefferson e Planter's House, mentre i tram rimasero fermi.
I genitori di Lilly Anheuser possedevano già un mausoleo nel cimitero di Bellefontaine, che fecero demolire la struttura originale, spostando gli altri membri della famiglia all'esterno. Thomas Barnett progettò un nuovo mausoleo in stile gotico bavarese. Costruito con pietra estratta nel Missouri e completato nel 1921, il nuovo edificio costò 250.000 dollari (equivalenti a $ 2,8 milioni oggi). Presenta viti che rappresentano sia il luogo di nascita di Adolphus nella terra tedesca del vino che la sua bevanda preferita. Sull'architrave sono inscritte le parole di Giulio Cesare "Veni, Vidi, Vici".
Il 17 febbraio 1928, Lilly morì di infarto e polmonite a Pasadena, in California. Il suo corpo fu riportato a St. Louis, accanto a quello del marito.